# Ursula März

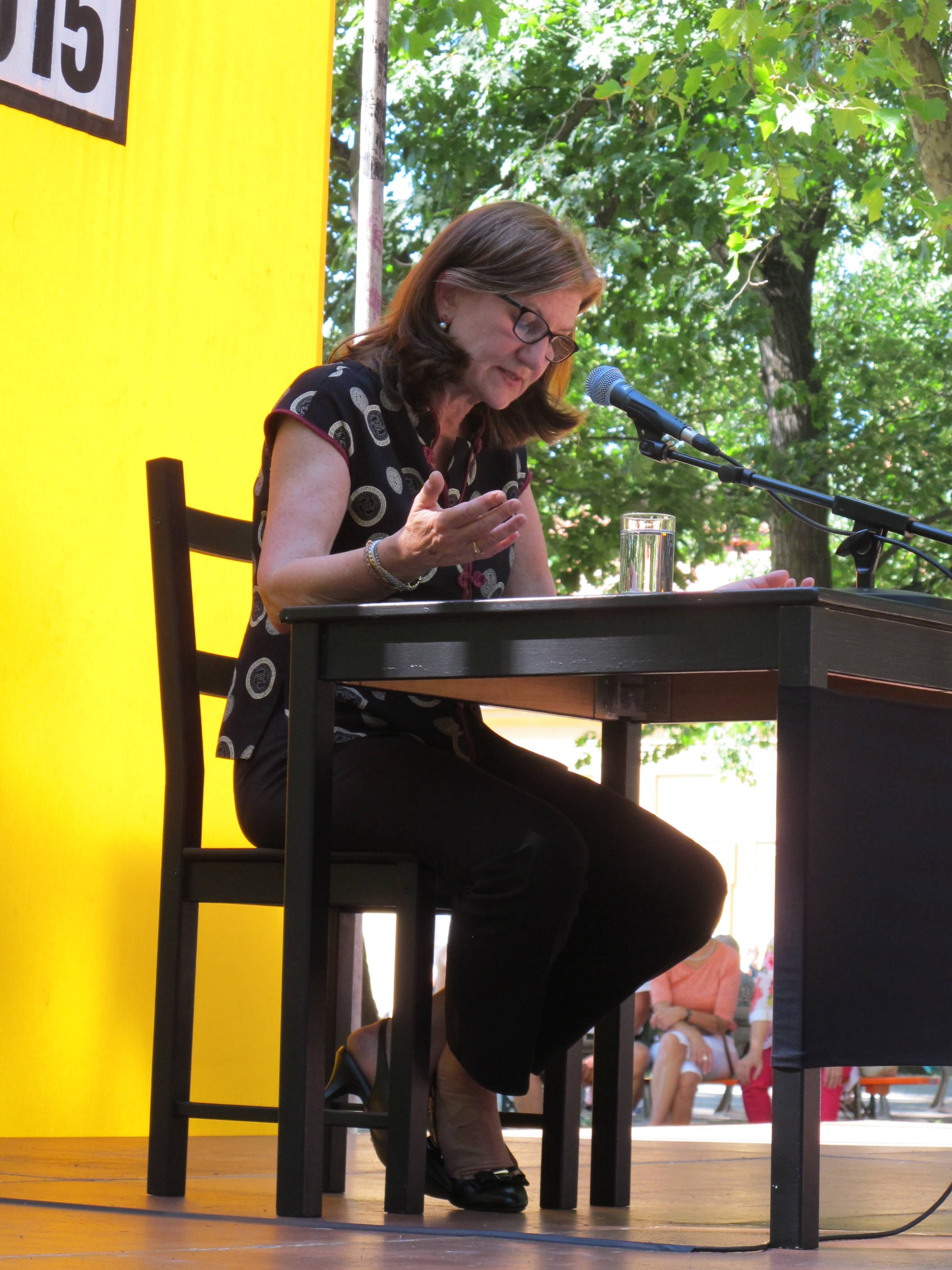
Ursula März auf dem Erlanger Poetenfest 2015

Ursula März (* 1957 in Herzogenaurach) ist eine deutsche Literaturkritikerin und Autorin.

## Leben
Ursula März ging in Erlangen zur Schule. Das Abitur legte sie dort am humanistischen Gymnasium Fridericianum ab. Dort fühlte sie sich „als Nichtakademikerkind keineswegs benachteiligt“, wie sie in einem Essay über ihren ersten Urlaub an der Nordsee schrieb. Ihr Interesse für die Literatur wurde durch die Literaturwissenschaftlerin Hannelore Schlaffer beeinflusst, die während März’ Schulzeit zeitweise als Referendarin am Gymnasium Fridericianum unterrichtete. Als Jugendliche war März Mitglied des Schülerkaders der KPD/ML, aus dem sie nach eigener Aussage „wegen der Lektüre der Romane Franz Kafkas geworfen“ wurde.
März studierte Literaturwissenschaft und Philosophie in Köln und Berlin. Sie absolvierte ein Volontariat bei der Hessisch-Niedersächsischen Allgemeinen in Kassel. Sie war zunächst als Autorin für den Rundfunk tätig. Sie schrieb Reportagen, Features und Hörspiele. Seit Anfang der 1990er Jahre arbeitete März als Literaturkritikerin und Feuilletonistin unter anderem für die Kulturzeitschrift Kursbuch, für die Frankfurter Rundschau und für die Wochenzeitung Die Zeit.
Für die Frankfurter Rundschau schrieb sie ein vielbeachtetes literarisches Porträt über den zum Zeitpunkt des Erscheinens fast vergessenen Schweizer Autor Paul Nizon. 1999 veröffentlichte März den biografischen Essay Du lebst wie im Hotel über die Fotografin Ré Soupault.
Seit 2002 ist März Jury-Mitglied für die SWR-Bestenliste. Von 2003 bis 2008 war sie außerdem Jurorin beim Ingeborg Bachmann-Wettbewerb in Klagenfurt. Außerdem gehört März der Jury des Clemens-Brentano-Preises an.
März’ literaturwissenschaftliches Interesse gilt hauptsächlich der zeitgenössischen deutschsprachigen Gegenwartsliteratur, insbesondere den Werken von Wolfgang Hilbig, Wilhelm Genazino, Thomas Hürlimann, Ralf Rothmann, Lutz Seiler und Uwe Tellkamp. Literaturtheoretisch befasste sich März in ihren Kritiken und Veröffentlichungen mit Einflüssen des Feminismus, mit Gender Studies und dem Verhältnis von Literaturkritik und Gesellschaft.
Für ihre Tätigkeit als Kritikerin und Publizistin wurde März mehrfach ausgezeichnet. 1990 erhielt sie beim Klagenfurter Publizistik-Wettbewerb den Preis für Essayistik. 2005 wurde sie für ihre „Interpretationsintelligenz und ihr umfassendes Verständnis für die Literatur und die Welt, in der sie entsteht“, mit dem „Berliner Preis für Literaturkritik“ ausgezeichnet.
2005 war sie Laudatorin bei der Verleihung der Goethe-Medaille an die Lyrikerin Yoko Tawada. 2006 hielt sie in Zürich die Laudatio bei der Verleihung des Max Frisch-Preises an den deutschen Schriftsteller Ralf Rothmann.
Mit Verena Auffermann, Gunhild Kübler und Elke Schmitter veröffentlichte März 2009 den literaturwissenschaftlichen Sammelband Leidenschaften. 99 Autorinnen der Weltliteratur. In kurzen literarischen Essays porträtiert März darin 24 Schriftstellerinnen der Weltliteratur, ordnet deren Werk literaturgeschichtlich ein und zieht Verbindungslinien zwischen verschiedenen Nationalliteraturen. März schreibt darin unter anderem über Sappho, Nelly Sachs, Christa Wolf, Marguerite Yourcenar und Joanne K. Rowling.
März arbeitete in Berlin auch als Gerichtskolumnistin am Kriminalgericht Moabit. Ihre Erfahrungen als Zuschauerin und Journalistin in zahlreichen Prozessen fanden in ihrem im August 2011 veröffentlichten Erzählungsband Fast schon kriminell: Geschichten aus dem Alltag ihren literarischen Niederschlag.
Über ihre 1925 in Zweibrücken geborene Patentante schrieb sie den Roman Tante Martl.
März lebt (Stand: 2025) in Berlin und hat eine Tochter.

## Auszeichnungen
- 1991: Preis der Casinos Austria beim Internationalen Publizistikpreis
- 2005: Berliner Preis für Literaturkritik

## Buchveröffentlichungen
- Du lebst wie im Hotel. Die Welt der Ré Soupault. Wunderhorn, Heidelberg 1999, ISBN 978-3-88423-155-5.
- mit Verena Auffermann, Gunhild Kübler, Elke Schmitter: Leidenschaften. 99 Autorinnen der Weltliteratur. Bertelsmann, München 2009, ISBN 978-3-570-01048-8.
  - überarbeitete und erweiterte Neuausgabe: 100 Autorinnen in Porträts. Von Atwood bis Sappho, von Adichie bis Zeh. Piper, München 2021, ISBN 978-3-492-07086-7.
- Fast schon kriminell: Geschichten aus dem Alltag. Hanser, München 2011, ISBN 978-3-446-23749-0.
- Für eine Nacht oder fürs ganze Leben. Fünf Dates. Hanser, München 2015, ISBN 978-3-446-24907-3.
- Tante Martl. Piper Verlag, München 2019, ISBN 978-3-492-05981-7.
- mit Luzia Braun: Sich sehen. Gespräche über das Gesicht. Galiani, Berlin 2022, ISBN 978-3-869-71248-2.